# Lellgerbaach
Lellgerbaach är ett vattendrag i Luxemburg. Det ligger i den norra delen av landet, 40 kilometer norr om huvudstaden Luxemburg.
I omgivningarna runt Lellingerbach växer i huvudsak blandskog. Runt Lellingerbach är det ganska glesbefolkat, med 35 invånare per kvadratkilometer.